# Windscale-ulykken
Windscale-ulykken var en brand i en kernereaktor ved Windscale-anlægget (nu Sellafield) i Storbritannien i 1957. Anlægget omfattede to grafitmodererede kernereaktorer, som blev bygget i slutningen af 1940'erne for at producere plutonium til det britiske kernevåbenprogram.

## Forløb
Den 10. oktober 1957 opstod der en brand i den ene reaktorkerne. Branden kom som et resultat af en unormal opvarmning af reaktoren og et mislykket forsøg på at frigøre den opsamlede varmeenergi. Under arbejdet med at få kontrol med varmen opstod der en skade i indkapslingen af brændslet, som resulterede i, at det metalliske uran og grafitten blev antændt. Forsøg på at slukke branden på forskellige måder lykkedes ikke. Dagen efter, da branden var på sit højeste, var elleve ton af uranet i flammer, og temperaturen var steget til 1300 grader C med fare for, at selve reaktorindkapslingen kunne kollapse. Det blev derfor besluttet at oversvømme hele reaktoren med vand. Sammen med andre nye tiltag kom flammerne omsider under kontrol. Dette var en dristig manøvre, fordi smeltet metal oxiderer i kontakt med vand og frigiver hydrogen med fare for, at det hele kunne have eksploderet.
Branden førte til radioaktivt udslip, og de meteorologiske forhold gjorde, at den radioaktive sky spredte sig over Storbritannien og store dele af Europa. Det radioaktive materiale bestod for det meste af jod-isotopen 131I, som kan optages i skjoldbruskkirtlen og forårsage kræft, men også andre radioaktive isotoper som 137Cs (cæsium 137) og 135 Xe (xenon 135) blev sluppet ud. Skandinavien blev også ramt, men manglende data har gjort det vanskeligt at beregne, hvor store stråledoser befolkningen blev udsat for. Det antages dog, at doserne fra denne ulykke var væsentlig mindre end dem, som fulgte af nedfaldet fra atmosfæriske prøvesprængninger af kernevåben, som fandt sted samme år.

## Ulykkens konsekvenser
Windscale-ulykken er vurderet til 5 på INES-skalaen, som måler alvorligheden af radioaktivt udslip og stråling, og regnes som den værste ulykke med brug af kernekraft i Storbritannien. Ingen blev evakueret, men restriktioner for brug af madvarer, særlig mælk, fra omkringliggende områder blev indført og var i kraft i cirka en måned. Mælken fra køerne i et område på ca. 500 km2 blev således destrueres i måneden efter ulykken. I 1983 konkluderede eksperter fra de britiske myndigheder, at branden havde forårsaget mindst 260 kræft-tilfælde og 32 dødsfald. I den nærliggende by Seascale var forekomsten af mennesker med lymfekræft 14 gange højere end i det øvrige Storbritannien.